# Conrad Llança
Conrad Llança (italià: Corrado Lancia) Corral de Llança, Conrad Llança o Coral de Llança (? - Cap d'Orlando, Sicília 1299) fou un militar sicilià a les ordres de Pere el Gran. Era germà de Manfred Llança.
Es poden traçar els seus orígens familiars fins al Marquesat del Busca, antic estat feudal d'Itàlia al Piemont. És parent de Manfred I Lancia, marquès del busca i trobador en occità.
A la crònica de Ramon Muntaner s'indica que va viure a la cort del rei en Pere III el Gran, siguent culturalment catalanitzat "en axí apreseren del cathalanesch de cascún loch de Cathalunya e del regne de València". Llança es va convertir en el primer Marqués d'Albaida i Carrícola. Al mateix temps que el seu amic Roger de Lluria va ser atorgat el territori veí d'Alcoi. A aquestes terres d'Albaida és conegut encara hui amb el nom de "Corral de Llança, primer marqués d'Albaida".
El 1266, quan Carles I d'Anjou arrabassà el tron de Sicília a Manfred I de Sicília, Llança fou acollit a la cort catalana de l'infant Pere i Constança de Sicília. El rei el va enviar com ambaixador a Tunis per a exigir tribut al soldà Yahya II al Wathik ben Muhammad I, amb el desig ocult de preparar la possible annexió d'Ifríqiya a la Corona, que no va reeixir i finalment va atacar les costes africanes. El 1277 Pere el Gran el va nomenar «almirall»; durant els anys 1280-1281 va exercir com a Governador de Xàtiva. El 1283 el va acompanyar al desafiament de Bordeus. Va morir en la batalla del cap Orlando el 1299.
El carrer barceloní de Llança, sovint citat erròniament com a «carrer de Llançà», fou anomenat en honor d'aquesta persona.